# قرار مجلس الأمن التابع للأمم المتحدة رقم 91
قرار مجلس الأمن التابع للأمم المتحدة رقم 91، الصادر في 30 مارس 1951، الذي يشير إلى تقرير السير أوين ديكسون، ممثل الأمم المتحدة للهند وباكستان، والذي يشير إلى أن الاختلاف الرئيسي في إعداد ولاية جامو وكشمير لإجراء استفتاء كان على النحو التالي؛ إجراء ونطاق التجريد من السلاح، ودرجة السيطرة على ممارسة وظائف الحكومة اللازمة لضمان إجراء استفتاء حر ونزيه.
قبل المجلس استقالة السير ديكسون، وأعرب عن امتنانه له لقدرته الكبيرة وتفانيه. ثم أصدر المجلس تعليمات لبديل السير ديكسون بالانتقال إلى شبه القارة، وبعد التشاور مع حكومتي الهند وباكستان، من أجل تجريد ولاية جامو وكشمير من السلاح على أساس لجنة الأمم المتحدة للهند وباكستان ودعا الطرفين إلى التعاون مع ممثل الأمم المتحدة إلى أقصى حد في عملية التجريد من السلاح.
ثم أمر المجلس ممثل الأمم المتحدة الجديد بتقديم تقرير إليه في غضون ثلاثة أشهر، وإذا لم يكن قد نفذ عملية التجريد من السلاح أو حصل على خطط للقيام بذلك، فإن الممثل سيبلغ المجلس بنقاط الاختلاف التي يجب حلها من أجل التجريد من السلاح ليتم تنفيذها. ثم دعا المجلس الأطراف إلى قبول التحكيم في جميع نقاط الخلاف العالقة، إذا فشل ممثل الأمم المتحدة في التوصل إلى اتفاق كامل، من قبل حكم أو هيئة تحكيم يعينها رئيس محكمة العدل الدولية. كما تقرر أن يواصل فريق المراقبين العسكريين الإشراف على وقف إطلاق النار في الدولة.
تم تبني القرار ثمانية أصوات مقابل لا شيء ، مع امتناع ثلاثة أعضاء عن الهند والاتحاد السوفيتي ويوغوسلافيا .